# Route nationale 109
Die N109 ist eine französische Nationalstraße, die 1824 zwischen Montpellier und Cartels festgelegt wurde. Sie geht auf die Roue impériale 129 zurück. Ihre Länge betrug 47 Kilometer. 1970 wurde der Abschnitt zwischen Rabieux und Cartels von der N9 übernommen, die auf diesen Laufweg verlegt wurde, weil ihre alte Route im Staubereich des neu entstehenden Lac de Salagou verlief. Ab den 1990ern wurde die N109 so nach und nach auf orteumgehende Schnellstraßen verlegt. Diese ist mittlerweile fast komplett als Autobahn ausgebaut und trägt auf diesen Abschnitten die Nummer A750 (Seitenast der A75 nach Montpellier).